# Heinrich Burger
Heinrich Burger (ur. 31 maja 1881 w Monachium, zm. 27 kwietnia 1942 tamże) – niemiecki łyżwiarz figurowy, startujący w konkurencji solistów oraz w parach sportowych z Anną Hübler. Mistrz olimpijski z Londynu (1908), dwukrotny mistrz świata (1908, 1910) oraz dwukrotny mistrz Niemiec (1907, 1909) w parach sportowych; dwukrotny wicemistrz świata (1904, 1906), wicemistrz Europy (1905) oraz 3-krotny mistrz Niemiec (1904, 1906, 1907) w konkurencji solistów.
W 1908 roku Hübler i Burger zostali pierwszymi mistrzami olimpijskimi oraz pierwszymi mistrzami świata w konkurencji par sportowych (mistrzostwa Europy w tej konkurencji rozegrano po raz pierwszy dopiero w 1930).
Po zakończeniu kariery sportowej został sędzią łyżwiarskim m.in. na igrzyskach olimpijskich 1928 w Sankt Moritz. Z zawodu był prawnikiem.

## Osiągnięcia

### Pary sportowe
Z Anną Hübler
| Zawody               | 1907           | 1908           | 1909           | 1910           |                |                |                |                |                |                |                |                |                |                |                |                |                |
| Międzynarodowe       | Międzynarodowe | Międzynarodowe | Międzynarodowe | Międzynarodowe | Międzynarodowe | Międzynarodowe | Międzynarodowe | Międzynarodowe | Międzynarodowe | Międzynarodowe | Międzynarodowe | Międzynarodowe | Międzynarodowe | Międzynarodowe | Międzynarodowe | Międzynarodowe | Międzynarodowe |
| -------------------- | -------------- | -------------- | -------------- | -------------- | -------------- | -------------- | -------------- | -------------- | -------------- | -------------- | -------------- | -------------- | -------------- | -------------- | -------------- | -------------- | -------------- |
| Igrzyska olimpijskie |                | 1              |                |                |                |                |                |                |                |                |                |                |                |                |                |                |                |
| Mistrzostwa świata   |                | 1              |                | 1              |                |                |                |                |                |                |                |                |                |                |                |                |                |
| Krajowe              |                |                |                |                |                |                |                |                |                |                |                |                |                |                |                |                |                |
| Mistrzostwa Niemiec  | 1              |                | 1              |                |                |                |                |                |                |                |                |                |                |                |                |                |                |

### Soliści
| Zawody              | 1904           | 1905           | 1906           | 1907           | 1908           |                |                |                |                |                |                |                |                |                |                |                |                |
| Międzynarodowe      | Międzynarodowe | Międzynarodowe | Międzynarodowe | Międzynarodowe | Międzynarodowe | Międzynarodowe | Międzynarodowe | Międzynarodowe | Międzynarodowe | Międzynarodowe | Międzynarodowe | Międzynarodowe | Międzynarodowe | Międzynarodowe | Międzynarodowe | Międzynarodowe | Międzynarodowe |
| ------------------- | -------------- | -------------- | -------------- | -------------- | -------------- | -------------- | -------------- | -------------- | -------------- | -------------- | -------------- | -------------- | -------------- | -------------- | -------------- | -------------- | -------------- |
| Mistrzostwa świata  | 2              |                | 2              | 5              | 3              |                |                |                |                |                |                |                |                |                |                |                |                |
| Mistrzostwa Europy  | WD             | 2              |                |                |                |                |                |                |                |                |                |                |                |                |                |                |                |
| Krajowe             |                |                |                |                |                |                |                |                |                |                |                |                |                |                |                |                |                |
| Mistrzostwa Niemiec | 1              |                | 1              | 1              |                |                |                |                |                |                |                |                |                |                |                |                |                |

## Nagrody i odznaczenia
- Światowa Galeria Sławy Łyżwiarstwa Figurowego – 2014[3]